# Avon Rubber plc
Avon Rubber plc is een Britse rubberfabrikant. De grootste divisie is Avon Technical Products, een maakt rubber onderdelen voor het Britse leger. Het hoofdkwartier ligt drie kilometer ten zuiden van Melksham, Wiltshire.

## Historie
In 1885 maakten de heren E G Browne en J C Margetson een molen aan de oevers van de Avon. Deze molen maakte kleine rubberen onderdelen voor machines. Vijf jaar later verplaatste het bedrijf naar Melksham. Daar gingen ze onder andere banden voor fietsen en auto's maken. Het bedrijf werd in 1933 genoteerd aan de London Stock Exchange. George Spencer Moulton werd gekocht door Avon in 1956. In 1959 begonnen ze met de productie van rubber boten.
In 1994 werd Avon Inflatables, Ltd verkocht. 1997 was het jaar dat de bandenafdeling van Avon werd verkocht aan de Cooper Tire & Rubber Company uit Findlay, Ohio. Hierdoor kon het bedrijf zich concentreren op rubber componenten voor auto's en machines. In juni 2005 kocht het bedrijf International Safety Instruments, Inc, een bedrijf dat rubber onderdelen maakt voor de brandweer en politie.

### Formule 1
Tussen 1954 en 1958 en in 1981 en 1982 was Avon een bandenleverancier voor verschillende teams in de Formule 1. Op de Avon-banden won geen enkele coureur.
Coureurs die op Avon banden stonden:

### 1954-1958
?

### 1981
- Ricardo Zunino
- Jan Lammers
- Slim Borgudd (de helft van het seizoen)
- Ricardo Londoño
- Derek Daly
- Eliseo Salazar
- Chico Serra (de helft van het seizoen)
- Patrick Tambay

### 1982
- Jochen Mass
- John Watson
- Niki Lauda
- Manfred Winkelhock
- Roberto Guerrero (de helft van het seizoen)
- Rupert Keegan
- Jan Lammers
- Derek Daly